# Tullgarn södra
Tullgarn södra este o arie protejată (arie specială de conservare — SAC, sit de importanță comunitară — SCI, arie de protecție specială avifaunistică — SPA) din Suedia întinsă pe o suprafață de 2.014,2 ha, integral pe uscat.

## Localizare
Centrul sitului Tullgarn södra este situat la coordonatele 58°57′27″N 17°32′35″E / 58.9575°N 17.543°E.

## Înființare
Situl Tullgarn södra a fost declarat sit de importanță comunitară în decembrie 1995 pentru a proteja 1 specie de plante și 13 specii de animale. Alte tipuri de protecție:
- arie de protecție specială avifaunistică (în ianuarie 1998)[4]
- arie specială de conservare (în martie 2011)[3][5][6]

## Biodiversitate
Situată în ecoregiunile boreală și marină baltică, aria protejată conține 12 habitate naturale: Terase mlăștinoase și terase nisipoase neacoperite de apă la reflux, Pajiști fino-scandinave uscate până la mezice, bogate în specii de altitudine mică, Pășuni din zone de pădure fino-scandinave, Pajiști uscate seminaturale și facies de acoperire cu tufișuri pe substraturi calcaroase (Festuco-Brometalia) (* situri importante pentru orhidee), Păduri caducifoliate de mlaștină fino-scandinave, Pajiști cu Molinia pe soluri calcaroase, turboase sau argilos-nămoloase (Molinion caeruleae), Roci stâncoase cu vegetație pionieră de Sedo-Scleranthion sau Sedo albi-Veronicion dillenii, Insulițe și insule mici din Baltica boreală, Pășuni de coastă din Baltica boreală, Taiga vestică, Alvar nordic și șisturi calcaroase precambriene, Păduri fino-scandinave bogate în ierburi cu Picea abies.
La baza desemnării sitului se află mai multe specii protejate:
- plante (1): Buxbaumia viridis
- păsări (12): Branta leucopsis, caprimulg (Caprimulgus europaeus), erete de stuf (Circus aeruginosus), ciocănitoare neagră (Dryocopus martius), cufundar polar (Gavia arctica), cocor (Grus grus), sfrâncioc roșiatic (Lanius collurio), ciocârlie de pădure (Lullula arborea), ferestraș mic (Mergus albellus), vultur pescar (Pandion haliaetus), cocoșul de mesteacăn (Tetrao tetrix tetrix), fluierar de mlaștină (Tringa glareola)
- nevertebrate (1): Vertigo angustior